# Championnat d'Écosse de football 1907-1908
Navigation
Édition précédente Édition suivante
La 18e édition du championnat d'Écosse de football est remportée par le Celtic FC. C’est le huitième titre de champion du club de Glasgow, le quatrième consécutif. Il gagne avec quatre points d’avance sur  Falkirk FC. Les Rangers FC complètent le podium.
Le Celtic réalise un deuxième doublé Coupe/Championnat consécutif en battant en finale de la Coupe d'Écosse de football Saint Mirren par 5 buts à 1.
À la fin de la 17e saison, aucun club n’est relégué ou promu. Les clubs présents en première division restent inchangés.
Avec 32 buts marqués en 34 matchs,  Jock Simpson de Falkirk FC remporte le titre de meilleur buteur du championnat.

## Les clubs de l'édition 1907-1908
| Club                                | Ville      |
| ----------------------------------- | ---------- |
| Aberdeen Football Club              | Aberdeen   |
| Airdrieonians Football Club         | Airdrie    |
| Celtic Football Club                | Glasgow    |
| Clyde Football Club                 | Glasgow    |
| Dundee Football Club                | Dundee     |
| Falkirk Football Club               | Falkirk    |
| Greenock Morton Football Club       | Greenock   |
| Hamilton Academical Football Club   | Hamilton   |
| Heart of Midlothian Football Club   | Édimbourg  |
| Hibernian Football Club             | Leith      |
| Kilmarnock Football Club            | Kilmarnock |
| Motherwell Football Club            | Motherwell |
| Partick Thistle Football Club       | Glasgow    |
| Port Glasgow Athletic Football Club | Glasgow    |
| Queen's Park Football Club          | Glasgow    |
| Rangers Football Club               | Glasgow    |
| Saint Mirren Football Club          | Paisley    |
| Third Lanark Athletic Club          | Glasgow    |

## Compétition

### Classement
Le classement est établi sur le barème de points classique (victoire à 2 points, match nul à 1, défaite à 0).
| Rang | Équipe                | Pts | J  | G  | N  | P  | Bp  | Bc | Diff |
| ---- | --------------------- | --- | -- | -- | -- | -- | --- | -- | ---- |
| 1    | Celtic FC             | 55  | 34 | 24 | 7  | 3  | 86  | 27 | +59  |
| 2    | Falkirk FC            | 51  | 34 | 22 | 7  | 5  | 103 | 42 | +61  |
| 3    | Rangers FC            | 50  | 34 | 21 | 8  | 5  | 74  | 40 | +34  |
| 4    | Dundee FC             | 50  | 34 | 20 | 8  | 5  | 74  | 40 | +34  |
| 5    | Hibernian FC          | 42  | 34 | 17 | 8  | 9  | 55  | 42 | +13  |
| 6    | Airdrieonians         | 41  | 34 | 18 | 5  | 11 | 58  | 41 | +17  |
| 7    | Saint Mirren          | 36  | 34 | 13 | 10 | 11 | 50  | 59 | -9   |
| 8    | Aberdeen FC           | 35  | 34 | 13 | 9  | 12 | 45  | 44 | +1   |
| 9    | Third Lanark AC       | 33  | 34 | 13 | 7  | 14 | 45  | 50 | -5   |
| 10   | Motherwell FC         | 31  | 34 | 12 | 7  | 15 | 61  | 53 | +8   |
| 11   | Heart of Midlothian   | 28  | 34 | 11 | 6  | 17 | 50  | 62 | -12  |
| 12   | Hamilton Academical   | 28  | 34 | 10 | 8  | 16 | 55  | 65 | -10  |
| 13   | Greenock Morton       | 27  | 34 | 9  | 9  | 16 | 43  | 66 | -23  |
| 14   | Partick Thistle FC    | 27  | 34 | 8  | 9  | 17 | 43  | 69 | -26  |
| 15   | Kilmarnock FC         | 25  | 34 | 6  | 13 | 15 | 38  | 61 | -23  |
| 16   | Queen's Park FC       | 22  | 34 | 7  | 8  | 19 | 54  | 84 | -30  |
| 17   | Clyde FC              | 18  | 34 | 5  | 8  | 21 | 38  | 75 | -37  |
| 18   | Port Glasgow Athletic | 17  | 34 | 5  | 7  | 22 | 39  | 98 | -59  |

|  | Champion d'Écosse |
|  | Relégation        |

## Bilan de la saison
| Tableau d'Honneur                |           |
| Compétition                      | Vainqueur |
| Championnat d'Écosse de football | Celtic FC |
| Coupe d'Écosse de football       | Celtic FC |

| Promotions et relégations |       |
| Promus                    | Aucun |
| Relégués                  | Aucun |

## Statistiques

### Meilleur buteur
- Jock Simpson, Falkirk FC, 32 buts